# Nils Henriksson
Nils Olof Henriksson (nascido em 31 de julho de 1928) é um ex-ciclista olímpico finlandês.
Henriksson representou sua nação nos Jogos Olímpicos de Verão de 1952, na prova de perseguição por equipes (4000 m).